# Campionati mondiali di sollevamento pesi 2023 - 102 kg maschile
Le gare di sollevamento pesi della categoria fino a 102 kg maschile — pesi massimi primi — dei campionati mondiali del 2023 si sono svolte dal 13 al 14 settembre 2023 a Riad presso la Green Hall del Prince Faisal bin Fahad Olympic Complex.

## Programma
L'orario indicato corrisponde a quello saudita (UTC+03:00)
| Data              | Orario | Evento   |
| ----------------- | ------ | -------- |
| 13 settembre 2023 | 09:00  | Gruppo D |
| 13 settembre 2023 | 21:30  | Gruppo C |
| 14 settembre 2023 | 11:30  | Gruppo B |
| 14 settembre 2023 | 19:00  | Gruppo A |

## Medagliati
Per ciascun esercizio, i primi tre classificati sono i seguenti:
| Esercizio | Oro              | Oro    | Argento          | Argento | Bronzo           | Bronzo |
| --------- | ---------------- | ------ | ---------------- | ------- | ---------------- | ------ |
| Strappo   | Jaŭhen Cichancoŭ | 183 kg | Garik Karapetyan | 183 kg  | Jang Yeon-hak    | 182 kg |
| Slancio   | Liu Huanhua      | 224 kg | Fares El-Bakh    | 218 kg  | Jang Yeon-hak    | 217 kg |
| Totale    | Liu Huanhua      | 404 kg | Jang Yeon-hak    | 399 kg  | Jaŭhen Cichancoŭ | 394 kg |

## Record
Prima di questa competizione, i record mondiali esistenti erano i seguenti:
| Record mondiale | Strappo | Mondiale standard | 191 kg | — | 1º novembre 2018 |
| Record mondiale | Slancio | Mondiale standard | 231 kg | — | 1º novembre 2018 |
| Record mondiale | Totale  | Mondiale standard | 412 kg | — | 1º novembre 2018 |

## Risultati
| Pos. | Atleta                        | Gr. | Peso atleta | Strappo (kg) | Strappo (kg) | Strappo (kg) | Strappo (kg) | Slancio (kg) | Slancio (kg) | Slancio (kg) | Slancio (kg) | Totale   |
| Pos. | Atleta                        | Gr. | Peso atleta | 1            | 2            | 3            | Pos.         | 1            | 2            | 3            | Pos.         | Totale   |
| ---- | ----------------------------- | --- | ----------- | ------------ | ------------ | ------------ | ------------ | ------------ | ------------ | ------------ | ------------ | -------- |
|      | Liu Huanhua (CHN)             | A   | 98.52       | 171          | 176          | 180          | 4            | 215          | 221          | 224          |              | 404      |
|      | Jang Yeon-hak (KOR)           | B   | 101.57      | 178          | 182          | 182          |              | 210          | 217          | 221          |              | 399      |
|      | Jaŭhen Cichancoŭ (AIN)        | A   | 101.51      | 175          | 179          | 183          |              | 211          | 217          | 217          | 9            | 394      |
| 4    | Samvel Gasparyan (ARM)        | A   | 101.89      | 178          | 183          | 184          | 6            | 216          | 222          | 222          | 5            | 394      |
| 5    | Garik Karapetyan (ARM)        | A   | 102.00      | 175          | 183          | 183          |              | 210          | 217          | 217          | 12           | 393      |
| 6    | Irakli Chkheidze (GEO)        | B   | 101.42      | 170          | 175          | 179          | 9            | 210          | 216          | 221          | 4            | 391      |
| 7    | Fares El-Bakh (QAT)           | A   | 101.08      | 170          | 174          | 176          | 15           | 218          | 223          | 223          |              | 388      |
| 8    | Don Opeloge (SAM)             | B   | 101.38      | 166          | 171          | 175          | 12           | 208          | 215          | 220          | 6            | 386      |
| 9    | Reza Dehdar (IRI)             | A   | 101.49      | 173          | 179          | 179          | 10           | 213          | 218          | 222          | 7            | 386      |
| 10   | Jhonatan Rivas (COL)          | C   | 101.87      | 165          | 175          | 175          | 8            | 200          | 207          | 207          | 16           | 382      |
| 11   | Yasser Salem (EGY)            | A   | 99.50       | 168          | 169          | 169          | 17           | 206          | 209          | 213          | 8            | 382      |
| 12   | Artūrs Plēsnieks (LVA)        | A   | 101.94      | 169          | 173          | —            | 11           | 206          | 208          | 212          | 14           | 381      |
| 13   | Ryunosuke Mochida (JPN)       | B   | 101.99      | 165          | 170          | 173          | 14           | 200          | 210          | 215          | 10           | 380      |
| 14   | Sharofiddin Amriddinov (UZB)  | C   | 100.84      | 170          | 170          | 177          | 7            | 195          | 202          | 206          | 21           | 379      |
| 15   | Arsen Kasabijew (POL)         | A   | 101.50      | 165          | 169          | 172          | 16           | 210          | 220          | 220          | 11           | 379      |
| 16   | Bekdoolot Rasulbekov (KGZ)    | B   | 101.76      | 163          | 168          | 173          | 18           | 208          | 214          | 218          | 13           | 376      |
| 17   | Hussein Al-Badrawi (IRQ)      | C   | 102.00      | 162          | 166          | 170          | 13           | 198          | 205          | 213          | 18           | 375      |
| 18   | Döwranbek Hasanbaýew (TKM)    | B   | 99.46       | 176          | 178          | 181          | 5            | 190          | 195          | 202          | 26           | 373      |
| 19   | Juan Zaldívar (CUB)           | C   | 101.63      | 158          | 163          | 166          | 19           | 200          | 206          | 210          | 17           | 372      |
| 20   | Artur Mugurdumov (ISR)        | C   | 102.00      | 155          | 160          | 164          | 20           | 195          | 200          | 205          | 19           | 369      |
| 21   | Daniel Goljasz (POL)          | C   | 100.43      | 159          | 160          | 164          | 21           | 200          | 205          | 206          | 23           | 364      |
| 22   | Junior Ngadja Nyabeyeu (CMR)  | D   | 101.66      | 153          | 159          | 161          | 23           | 196          | 202          | 206          | 20           | 363      |
| 23   | Rasoul Motamedi (IRI)         | D   | 102.00      | 145          | 151          | 157          | 25           | 185          | 192          | 201          | 22           | 358      |
| 24   | Taniela Rainibogi (FIJ)       | C   | 101.17      | 160          | 160          | 164          | 24           | 190          | 195          | 203          | 25           | 355      |
| 25   | Antonio Govea (MEX)           | C   | 99.08       | 155          | 162          | 166          | 22           | 188          | 196          | 196          | 29           | 350      |
| 26   | Ali Shukurlu (AZE)            | C   | 101.80      | 157          | 162          | 165          | 26           | 185          | 193          | 199          | 28           | 350      |
| 27   | Irmantas Kačinskas (LTU)      | D   | 100.06      | 151          | 156          | 160          | 27           | 177          | 182          | 187          | 33           | 338      |
| 28   | Hannes Keskitalo (FIN)        | D   | 101.92      | 143          | 148          | 148          | 32           | 180          | 188          | 193          | 27           | 336      |
| 29   | Joshua Uikilifi (TON)         | D   | 102.00      | 140          | 145          | 150          | 28           | 175          | 180          | 185          | 31           | 335      |
| 30   | Joen Vikingsson Sjöblom (SWE) | D   | 101.89      | 150          | 150          | 150          | 29           | 176          | 182          | 185          | 32           | 335      |
| 31   | Stefan Ågren (SWE)            | D   | 102.00      | 145          | 145          | 151          | 31           | 185          | 191          | 191          | 30           | 330      |
| 32   | Jacob Diakovasilis (DNK)      | D   | 101.89      | 142          | 146          | 149          | 30           | 178          | 185          | 190          | 33           | 324      |
| 33   | Ruben Burger (RSA)            | D   | 102.00      | 135          | 140          | 140          | 33           | 168          | 174          | 175          | 36           | 310      |
| 34   | Thomas Wilbur (VAN)           | D   | 101.97      | 128          | 128          | 133          | 34           | 164          | 170          | 175          | 35           | 308      |
| 35   | Mohammad Al-Ruweai (KUW)      | D   | 101.93      | 115          | 123          | 130          | 35           | 150          | 160          | 160          | 37           | 273      |
| —    | Jhohan Sanguino (VEN)         | C   | 101.68      | 165          | 165          | 165          | —            | 195          | 201          | 207          | 15           | —        |
| —    | Siarhei Sharankou (AIN)       | B   | 101.60      | 172          | 172          | 172          | —            | 195          | 200          | 208          | 24           | —        |
| —    | Aymen Touairi (DZA)           | A   | 102.00      | 170          | 170          | 171          | —            | —            | —            | —            | —            | —        |
| —    | Chen Po-jen (TPE)             | C   | 100.47      | 175          | 175          | 180          | —            | —            | —            | —            | —            | —        |
| —    | Ryan Sester (USA)             | B   | 101.90      | 160          | 160          | 160          | —            | —            | —            | —            | —            | —        |
| —    | Aymen Bacha (TUN)             | B   | 101.99      | 170          | 173          | 176          | —            | —            | —            | —            | —            | —        |
| —    | Tudor Bratu (MDA)             | B   | 100.08      | —            | —            | —            | —            | —            | —            | —            | —            | —        |
| —    | Jin Yun-seong (KOR)           | B   | 101.72      | —            | —            | —            | —            | —            | —            | —            | —            | —        |
| —    | Lesman Paredes (BHR)          | D   | 101.33      | —            | —            | —            | —            | —            | —            | —            | —            | —        |
| —    | Matthäus Hofmann (DEU)        | D   | 101.86      | —            | —            | —            | —            | —            | —            | —            | —            | —        |
| —    | Luis Lamenza (PUR)            | D   | 101.94      | —            | —            | —            | —            | —            | —            | —            | —            | —        |
| —    | Vasil Marinov (BGR)           | D   | 101.52      | —            | —            | —            | —            | —            | —            | —            | —            | —        |
| —    | Marcos Ruiz (ESP)             | D   | 99.72       | —            | —            | —            | —            | —            | —            | —            | —            | —        |
| —    | Ahmed Abuzriba (LBA)          | D   | 100.88      | —            | —            | —            | —            | —            | —            | —            | —            | —        |
| —    | David Fischerov (BGR)         | D   | ritirato    | ritirato     | ritirato     | ritirato     | ritirato     | ritirato     | ritirato     | ritirato     | ritirato     | ritirato |